# 飯野高宮
飯野高宮（いいのたかみや）は、伊勢国における飯野（現在の三重県松阪市内）にあったと伝わる元伊勢のひとつ。飯野ノ高宮（いいののたかみや）ともいう。

## 概要
神道五部書の倭姫命世記の伝承によると、（垂仁天皇22年）第11代垂仁天皇の第四皇女・倭姫命が「飯野ノ高宮」で4年間天照大神をお祀りしたとある。櫛田川沿いには飯野高宮にかかわる神社や飯野高宮ではないかと考えられている神社がいくつも点在している。

## 候補地（伝承地）
- 飯野高宮神山神社 - 三重県松阪市山添町字神山北緯34度31分30.8秒 東経136度34分10.7秒 / 北緯34.525222度 東経136.569639度
- 神戸神館神明社 - 三重県松阪市下村町北緯34度33分11.4秒 東経136度32分59.6秒 / 北緯34.553167度 東経136.549889度
- 牛庭神社 - 三重県松阪市下蛸路町北緯34度31分22.2秒 東経136度32分31.1秒 / 北緯34.522833度 東経136.541972度
- 久尓都神社（現在加世智神社に合祀） - （旧社地）三重県松阪市郷津町字里中周辺北緯34度35分14秒 東経136度32分53秒 / 北緯34.58722度 東経136.54806度
- 滝野神明社（現在水屋神社に合祀） - （旧社地）三重県松阪市飯高町作滝周辺北緯34度25分50秒 東経136度18分57秒 / 北緯34.43056度 東経136.31583度
- 花岡神社 - 三重県松阪市飯高町宮前北緯34度25分52.6秒 東経136度20分01.5秒 / 北緯34.431278度 東経136.333750度